# Jean Léchelle
Jean Léchelle (Puyréaux, 2 aprile 1760 – Nantes, 11 novembre 1793) è stato un generale francese.
Era maestro d'arme a Saintes quando scoppiò la Rivoluzione francese. Essendosi arruolato nelle Guardia nazionale del dipartimento di Charente Marittima, servì nel 1791 come tenente colonnello nel primo battaglione di volontari di Charente. 
Il 17 agosto 1793, è promosso generale, comandante in capo dell'esercito delle coste di Brest durante il periodo che va dal 6 ottobre al 27 ottobre 1793. Protetto da Bouchotte, ministro della guerra, è chiamato, il 30 settembre 1793 a comandare l'esercito dell'Ovest impegnato a combattere l'insurrezione vandeana nelle Guerre di Vandea.
Benché inesperto in fatto di battaglie in campo aperto, ottenne successi a Mortagne e nella battaglia di Cholet; conformemente agli ordini impartiti dal Comitato di salute pubblica e ai decreti della Convenzione Nazionale, incendia e devasta completamente queste regioni, in quanto la guardia nazionale che doveva proteggere la regione si era ritirata quasi senza combattere di fronte l'esercito vandeano. 
Viene però sconfitto nella battaglia di Entrammes (ottobre 1793), dove perde più di 10.000 uomini: insultato dai suoi soldati, è accusato dai commissari in missione in Vandea. Il commissario Merlin de Thionville lo fece arrestare e portato nelle prigioni di Nantes morirà qualche giorno dopo, non sono chiari i motivi del decesso si pensa però che sia morto per il dispiacere o per avvelenamento.